# Бурков, Алексей Анатольевич
Алексей Анатольевич Бурков (род. 9 мая 1974 года) — мастер спорта России международного класса (хоккей с мячом),
вице-чемпион мира 1997 года.

## Карьера
А. А. Бурков начал играть в хоккей с мячом в Новосибирске в детской команде «Сибсельмаш» в 1980 году. «Сибсельмаш» и стал его единственной командой. В его составе он провёл восемь сезонов. Был чемпионом России и трижды вице-чемпионом.
В 1996—1997 году привлекался в сборную России, в составе которой стал вице-чемпионом мира.
В 1997 году в расцвете сил, прервав игровую карьеру, выехал в Гамбург (Германия).

## Достижения
- Чемпион России — 1995
- Вице-чемпион России — 1994, 1996, 1997
- Финалист кубка России — 1994, 1996
- В списке 22 лучших игроков сезона — 1996, 1997
- Признан лучшим нападающим сезона — 1996
- Вице-чемпион мира — 1997
- Финалист кубка европейских чемпионов — 1995
- Второй призёр турнира на призы Правительства России — 1996
- Чемпион мира среди юниоров — 1994
- Вице-чемпион мира среди юношей — 1991
- Вице-чемпион России по мини-хоккею — 1994
- Чемпион мира по ринк-бенди — 1998